# アンバー (顔料)
アンバー (umber) は、水酸化鉄を主成分とし、二酸化マンガン（MnO2）を含む土に由来する褐色の無機顔料。
マンガン成分を多く含有し、油性固着材を用いる場合に乾燥が速い特徴がある。アンバーの名はイタリア中部のウンブリア州に産出したことに由来する。現在はキプロス産のものがよく使用される。
含水酸化鉄を多く含有する未焼成で生のアンバー土はローアンバー (raw umber) と呼ばれ、やや緑寄りの黄褐色を呈する。アンバーを燃焼したものはバーントアンバー (burnt umber) と呼ばれ、酸化第二鉄 (Fe2O3) を含有してローアンバーより赤味が強く明度の低い褐色を呈する。
黄褐色などの色を表す「琥珀色」もカタカナは同じく「アンバー」と綴るが、英語は「amber」で語源も異なる。